# Internationales Stadionfest

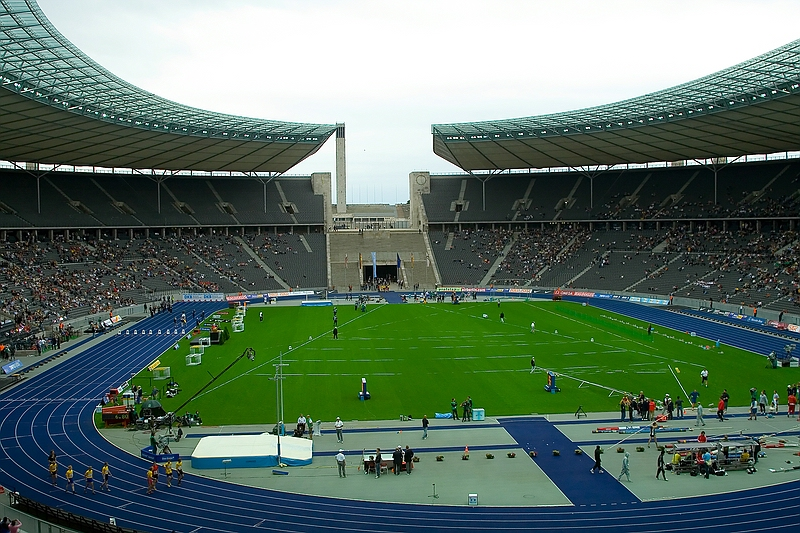
Het Olympiastadion tijdens de ISTAF van 2010

Het Internationales Stadionfest (vaak afgekort tot ISTAF) is een jaarlijks atletiekevenement, dat wordt gehouden in het Olympiastadion in Berlijn (Duitsland). Sinds de opstart van de IAAF World Challenge, de laag atletiekwedstrijden onder de IAAF Diamond League, maakt de ISTAF deel uit van dit atletiekcircuit . De ISTAF wordt sinds 2006 gesponsord door de Deutsche Kreditbank. Sindsdien is de officiële naam DKB-ISTAF.

## Geschiedenis

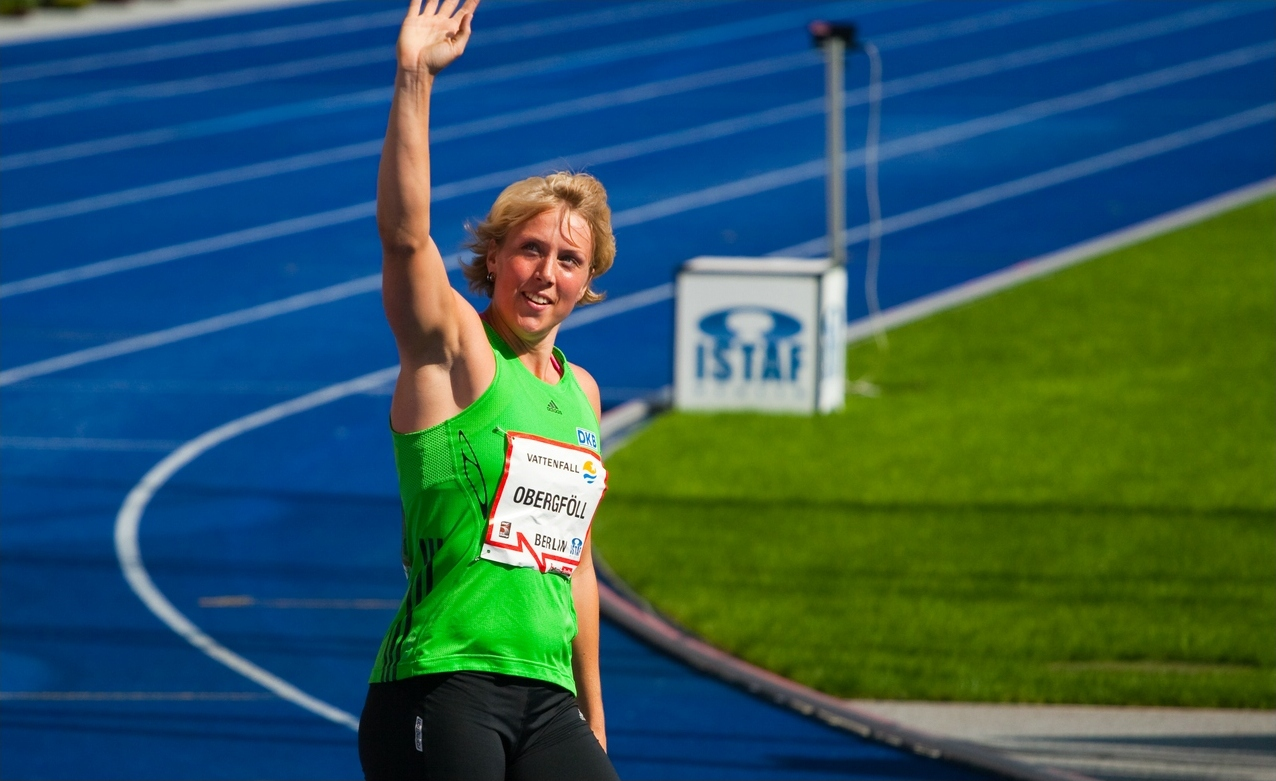
Christina Obergföll tijdens de ISTAF van 2011.

De eerste editie van de ISTAF vond plaats in 1921, in het eveneens Berlijnse Grunewald Stadion. Deze wedstrijd werd georganiseerd door de Berliner Sport Club, de Sport-Club Charlottenburg en zwemvereniging Poseidon. Bij die eerste editie hoorde er dan ook door toedoen van de laatste vereniging een zwemrace bij als onderdeel van het wedstrijdprogramma. Hoewel die editie al werd georganiseerd als een stadionfeest, kreeg het pas in 1937 de naam Internationales Stadionfest, toen ook Deutsche Sport-Club mee ging helpen met de organisatie. Vanaf dat moment werd de wedstrijd ook in het voor de Olympische Spelen van 1936 gebouwde Olympiastadion gehouden. Diezelfde Olympische Spelen zorgden er ook voor, dat de ISTAF meer internationale aandacht en een sterkere bezetting kreeg, wat resulteerde in twee wereldrecords.
Er zijn in de geschiedenis van het Internationales Stadionfest een aantal edities overgeslagen, namelijk die van 1940 en 1943 tot en met 1948 door (de gevolgen van) de Tweede Wereldoorlog, die van 1950 en 1951 door de zware economische omstandigheden waarin Duitsland toen zat, en die van 1972 en 1973 door het Bloedbad van München.
Toen in 1985 de Grand Prix werd geïntroduceerd door de IAAF, behoorde de ISTAF bij dat circuit. Tussen 1993 en 1997 behoorde de wedstrijd tot de Golden Four, de vier belangrijkste atletiekwedstrijden van die tijd. Vanaf 1998, toen de Golden League werd ingevoerd, behoorde de ISTAF tot die groep wedstrijden, waar het vaak als finalewedstrijd fungeerde. In 2010 werd de Golden League vervangen door de Diamond League. De ISTAF behoort niet tot deze groep wedstrijden, omdat de organisatie niet aan de criteria kon voldoen. Daarom behoort de ISTAF momenteel tot de IAAF World Challenge.
De ISTAF heeft sinds 1937 niet altijd in het Olympiastadion plaatsgevonden. Een aantal keren, voor het laatst in 1968, was de ISTAF een indoorwedstrijd die plaatsvond in de Deutschlandhalle. In 2002 en 2003 werd het evenement door een verbouwing van het Olympiastadion in het Friedrich-Ludwig-Jahn-Sportpark gehouden. Ook zijn er vier edities in het Mommsenstadion gehouden. In totaal zijn er 72 edities van de ISTAF gehouden in 92 jaar tijd.
Tijdens de meest recente editie van de ISTAF waren er 53.831 toeschouwers. Het record was in 2007 toen er 70.253 toeschouwers op het evenement afkwamen.

## Wereldrecords tijdens het Internationales Stadionfest

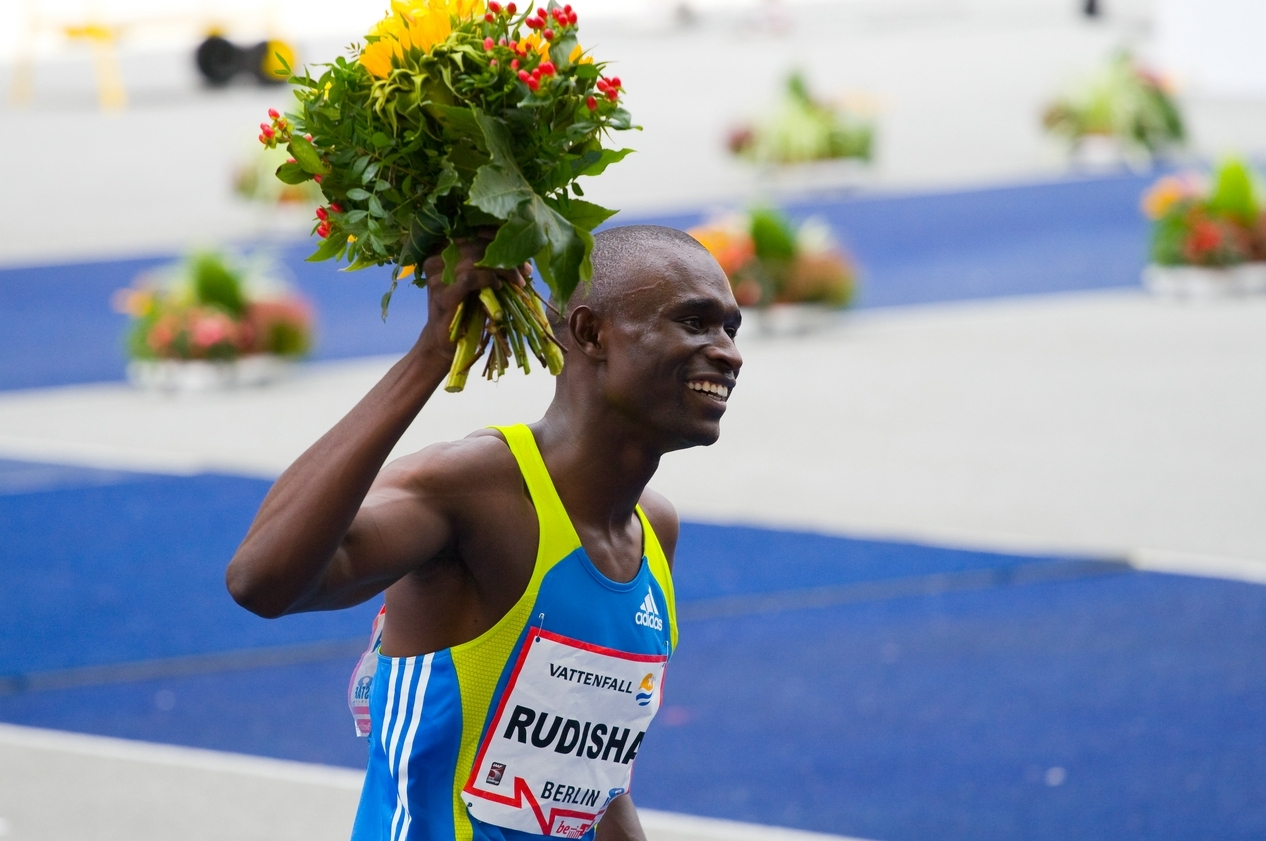
David Rudisha na zijn wereldrecordrace over 800 meter bij de ISTAF van 2010.

| Datum            | Atleet                   | Onderdeel           | Prestatie    | Huidig wereldrecord                 |
| ---------------- | ------------------------ | ------------------- | ------------ | ----------------------------------- |
| 1 augustus 1937  | Stanislawa Walasiewicz   | 100 m               | 11,6 s       | Nee, verbeterd op 13 juni 1948      |
| 1 augustus 1937  | Barbara Burke            | 80 m horden         | 11,6 s (ev.) | Nee, verbeterd op 23 juli 1939      |
| 30 juli 1939     | Christel Schulz          | verspringen         | 6,12 m       | Nee, verbeterd op 19 september 1943 |
| 4 juli 1970      | Kerry O'Brien            | 3000 m steeplechase | 8.22,0       | Nee, verbeterd op 14 september 1972 |
| 22 augustus 1975 | Steve Williams           | 100 m               | 9,9 s        | Nee, verbeterd op 3 juli 1983       |
| 22 augustus 1975 | Guy Drut                 | 110 m horden        | 13,0 s       | Nee, verbeterd op 21 augustus 1977  |
| 26 augustus 1977 | Rosemarie Ackermann      | hoogspringen        | 2,00 m       | Nee, verbeterd op 4 augustus 1978   |
| 18 augustus 1978 | Ulrike Bruns             | 1000 m              | 2.31,95      | Nee, verbeterd op 20 augustus 1978  |
| 18 augustus 1978 | Krystyna Kasperczyk      | 400 m horden        | 55,44 s      | Nee, verbeterd op 19 augustus 1978  |
| 23 augustus 1985 | Saïd Aouita              | 1500 m              | 3.29,46      | Nee, verbeterd op 6 september 1992  |
| 18 augustus 1989 | Arturo Barrios           | 10.000 m            | 27.08,23     | Nee, verbeterd op 5 juli 1993       |
| 17 augustus 1990 | Christine Wachtel        | 1000 m              | 2.30,67      | Nee, verbeterd op 25 augustus 1995  |
| 7 september 1999 | Hicham El Guerrouj       | 2000 m              | 4.44,79      | Nee, verbeterd op 8 september 2023  |
| 22 augustus 2010 | David Rudisha            | 800 m               | 1.41,09      | Nee, verbeterd op 29 augustus 2010  |
| 31 augustus 2014 | Anita Włodarczyk         | kogelslingeren      | 79,58 m      | Nee, verbeterd op 28 augustus 2016  |
| 6 september 2015 | Virginia Nyambura Nganga | 2000 m steeple      | 6.02,16      | Nee, verbeterd op 27 augustus 2016  |
| 27 augustus 2017 | Caster Semenya           | 600 m               | 1.21,77      | Nee, verbeterd op 1 september 2024  |
| 1 september 2019 | Gesa-Felicitas Krause    | 2000 m steeple      | 5.52,80      | Nee, verbeterd op 10 september 2023 |
| 1 september 2024 | Mary Moraa               | 600 m               | 1.21,63      | Ja                                  |

## Meetingrecords
| Onderdeel                  | Prestatie          | Atleet                                                      | Nationaliteit | Datum             |
| -------------------------- | ------------------ | ----------------------------------------------------------- | ------------- | ----------------- |
| 100 m                      | 9,82 s (−0,1 m/s)  | Yohan Blake                                                 | JAM           | 11 september 2011 |
| 200 m                      | 19,97 s            | Frankie Fredericks                                          | NAM           | 30 augustus 1996  |
| 400 m                      | 43,94 s            | Michael Johnson                                             | USA           | 27 augustus 1993  |
| 800 m                      | 1.41,09            | David Rudisha                                               | KEN           | 22 augustus 2010  |
| 1500 m                     | 3.29,46            | Saïd Aouita                                                 | MAR           | 23 augustus 1985  |
| 1 Eng. mijl                | 3.45,60            | Hicham El Guerrouj                                          | MAR           | 26 augustus 1997  |
| 2000 m                     | 4.44,79            | Hicham El Guerrouj                                          | MAR           | 7 september 1999  |
| 3000 m                     | 7.28,99            | Tariku Bekele                                               | ETH           | 22 augustus 2010  |
| 2 Eng. mijl                | 8.17,6             | Rod Dixon                                                   | NZL           | 21 augustus 1974  |
| 5000 m                     | 12.50,55           | Moses Masai                                                 | KEN           | 1 juni 2008       |
| 10000 m                    | 27.08,23           | Arturo Barrios                                              | MEX           | 18 augustus 1989  |
| 110 m horden               | 12,97 s            | Aries Merritt                                               | USA           | 2 september 2012  |
| 400 m horden               | 47,17 s            | Edwin Moses                                                 | USA           | 8 augustus 1980   |
| 3000 m steeplechase        | 8.04,48            | Paul Kipsiele Koech                                         | KEN           | 11 september 2011 |
| hoogspringen               | 2,36 m             | Javier Sotomayor                                            | CUB           | 30 augustus 1994  |
| polsstokhoogspringen       | 6,05 m             | Sergej Boebka                                               | UKR           | 30 augustus 1994  |
| verspringen                | 8,57 m (+0,5 m/s)  | Mike Powell                                                 | USA           | 21 augustus 1992  |
| hink-stap-springen         | 17,69 m (−0,5 m/s) | Jonathan Edwards                                            | GBR           | 30 augustus 1996  |
| kogelstoten                | 21,61 m            | Ryan Whiting                                                | USA           | 11 september 2011 |
| discuswerpen               | 70,60 m            | Lars Riedel                                                 | GER           | 30 augustus 1996  |
| kogelslingeren             | 82,84 m            | Heinz Weis                                                  | GER           | 18 augustus 1989  |
| speerwerpen (oude speer)   | 93,52 m            | Bob Roggy                                                   | USA           | 20 augustus 1982  |
| speerwerpen (nieuwe speer) | 91,30 m            | Jan Železný                                                 | CZE           | 1 september 1995  |
| 4 x 100 m                  | 37,65 s            | Jon Drummond Bernard Williams Curtis Johnson Maurice Greene | USA           | 1 september 2000  |

| Onderdeel                  | Prestatie          | Atlete                                                              | Nationaliteit | Datum             |
| -------------------------- | ------------------ | ------------------------------------------------------------------- | ------------- | ----------------- |
| 100 m                      | 10,78 s            | Marion Jones                                                        | USA           | 1 september 2000  |
| 200 m                      | 21,96 (+0,2 m/s)   | Katrin Krabbe                                                       | GER           | 10 september 1991 |
| 400 m                      | 49,07 s            | Tonique Williams-Darling                                            | BAH           | 12 september 2004 |
| 800 m                      | 1.54,99            | Pamela Jelimo                                                       | KEN           | 1 juni 2008       |
| 1000 m                     | 2.30,67            | Christine Wachtel                                                   | GDR           | 17 augustus 1990  |
| 1500 m                     | 3.58,43            | Süreyya Ayhan                                                       | TUR           | 6 september 2002  |
| 3000 m                     | 8.46,66            | Natalya Artyomova                                                   | URS           | 18 augustus 1989  |
| 5000 m                     | 14.29,32           | Olga Jegorova                                                       | RUS           | 31 augustus 2001  |
| 100 m horden               | 12,37 s (+1,4 m/s) | Jordanka Donkova                                                    | BUL           | 15 augustus 1986  |
| 400 m horden               | 53,26 s            | Deon Hemmings                                                       | JAM           | 26 augustus 1997  |
| 2000 m steeple             | 6.02,16            | Virginia Nyambura Nganga                                            | KEN           | 6 september 2015  |
| 3000 m steeplechase        | 9.21,64            | Sofia Assefa                                                        | ETH           | 2 september 2012  |
| hoogspringen               | 2,06 m             | Ariane Friedrich                                                    | GER           | 14 juni 2009      |
| polsstokhoogspringen       | 4,83 m             | Jelena Isinbajeva                                                   | RUS           | 14 juni 2009      |
| verspringen                | 7,10 m             | Heike Drechsler                                                     | GER           | 16 september 1992 |
| hink-stap-springen         | 14,88 m (−0,2 m/s) | Tatjana Lebedeva                                                    | RUS           | 10 augustus 2003  |
| kogelstoten                | 20,98 m            | Helena Fibingerová                                                  | TCH           | 17 augustus 1984  |
| discuswerpen               | 68,64 m            | Margitta Pufe                                                       | GDR           | 17 augustus 1979  |
| kogelslingeren             | 79,58 m            | Anita Włodarczyk                                                    | POL           | 31 augustus 2014  |
| speerwerpen (oude speer)   | 74,56 m            | Petra Felke                                                         | GDR           | 23 augustus 1985  |
| speerwerpen (nieuwe speer) | 70,53 m            | Maria Abakoemova                                                    | RUS           | 1 september 2013  |
| 4 x 100 m                  | 41,55 s            | Alice Brown Diane Williams Florence Griffith-Joyner Jeanette Bolden | USA           | 21 augustus 1987  |
| 4 x 100 m gemengd          | 40,58 s            | Kerron Stewart Aleen Bailey Mario Forsythe Kemar Bailey-Cole        | JAM           | 1 september 2000  |

Berlijn (ISTAF) · Dakar (Meeting Grand Prix IAAF de Dakar) · Hengelo (Fanny Blankers-Koen Games) · Kingston (Jamaica International Invitational) · Madrid (Meeting de Atletismo Madrid) · Melbourne (Melbourne Track Classic) · Moskou (Moskou Challenge) · Ostrava (Golden Spike Ostrava) · Peking (Beijing World Challenge) · Ponce (Ponce Grand Prix de Atletismo) · Rabat (Meeting International Mohammed VI d'Athlétisme) · Rieti (Rieti Meeting) · Rio de Janeiro (Grande Premio Brasil Caixa de Atletismo) · Tokio (Seiko Golden Grand Prix) · Zagreb (Hanžeković Memorial)